# 天は人の上に人を造らず、人の下に人を造らず
天は人の上に人を造らず、人の下に人を造らず（てんはひとのうえにひとをつくらず、ひとのしたにひとをつくらず）は、日本のことわざ。

## 概要
辞書での用法では人間とは生まれながらには平等であって、貴賎や上下などの差別はあってはならないということを意味する。

### 歴史
福澤諭吉は故郷の中津で、西日本では最大規模となる英学校を設立する。この学校の設立の際に生徒たちに「天は人の上に人を造らず、人の下に人を造らず」という言葉を送った。よく知られるこの言葉はこの時のこの学校の生徒たちに向けた言葉であった。
福澤諭吉は、アメリカ独立宣言では全ての人間は生まれながらにして平等であるとされていると述べている。「天は人の上に人を造らず、人の下に人を造らず」がこのアメリカ独立宣言からの言葉であるならば、「天は人の上に人を造らず、人の下に人を造らず」は、福澤諭吉の考え出した言葉ではないということになる。
福澤諭吉は、「天は人の上に人を造らず、人の下に人を造らず」とは、このように言われているのみであり、実際の世の中はこうではないとしているという解釈がある。もし本当に人類が平等であるならば、世の中の誰もが自由で幸福な人生を送れているはずなのだが、実際は賢愚や貧富や貴賎の差が雲泥のごとく存在している。このようになっている理由は賢い者は学んだから賢くなり難しい仕事ができるようになり身分が上がり収入が増えたのに対し、学ばない者は簡単な仕事しかできず身分も収入も低いままであるとする。
齋藤孝はNHKの100分de名著で、この言葉の連想から福澤諭吉は人間の平等を説いていると思われるだろうが、これは間違いではないのだが福澤諭吉が一番言いたかったことではないとする。言いたかったことは単純に平等なのではなく、人間の貴賎とはその人の働き次第で決まるとする。
産経新聞の記事では「天は人の上に人を造らず、人の下に人を造らず」とは四民平等を唱えていると思われがちであるが、中身は全く違うとしている。福澤諭吉は、当時の国民は自らは勉強不足であるのに、政府に対する不満ばかりを述べていることを批判して、このような国民に対して、国を良くしたいと思うならばもっと学問をすることを勧めるという意味であるとしている。
「天は人の上に人を造らず、人の下に人を造らず」であるのだが、福澤諭吉は皇室の存在を否定しておらず、権力闘争を終えたところに皇室があることで日本は安定するとしていた。政治は秩序を整理するための道具でしかないとしていたのに対し、皇室には存在を深く理解していた。